# كميهيكو كيونو
كميهيكو كيونو (باليابانية: 清野 公彦) (23 أبريل 1973 في كاناغاوا في اليابان – )؛ هو لاعب كرة قدم سابق كان يلعب كمهاجم.